# 楊紹裘
楊紹裘（？—？），字學良，號治堂，浙江余姚人，清朝政治人物，增貢出身。

## 生平
曾于接替陈淳任兴化府知府一职，後由安汛接任。乾隆五十二年（1787年）發生林爽文事件，台灣府知府孫景燧陣亡。清朝派只是增貢的楊紹裘前往台灣接任台灣府知府。他與前台灣道楊廷理雙楊合作，配合福康安部隊，終於將漸漸將民變平息。民變之後，他隨即離開台灣，前往貴州補實知府。乾隆六十一年（1796年），則再度回台續任。